# لافورش کراسینگ (لوئیزیانا)
لافورش کراسینگ (به انگلیسی: Lafourche Crossing) یک منطقهٔ مسکونی در ایالات متحده آمریکا است که در لوئیزیانا واقع شده‌است. لافورش کراسینگ ۲٬۰۰۲ نفر جمعیت دارد و ۳٫۹۶ متر بالاتر از سطح دریا واقع شده‌است.